# Hypixel
Hypixel è uno fra i tanti server del videogioco Minecraft. Online dal 2013 ed è il server con più giocatori attivi con una media di circa 50 000 utenti.

## Storia
La beta del server viene ufficialmente pubblicata il 13 aprile 2013 a opera di Simon Collins-Laflamme e Philippe Touchette, il server è gestito dalla Hypixel Inc.
L'Hypixel Inc era stata inizialmente registrata come "8414483 Canada Inc" il 23 gennaio 2013 per poi essere rinominata in "Hypixel Inc" il 2 febbraio 2015.
Nell'aprile 2021 il server ha raggiunto il record di oltre 150.000 giocatori simultanei , raggiungendo un picco di oltre 215.000 il 16 aprile. Il 21 dicembre 2016, Hypixel ha raggiunto 10 milioni di giocatori totali per poi arrivare a 14,1 milioni quando è stato annunciato Hytale, il 13 dicembre 2018.

## Modalità di gioco
Il server offre una vasta scelta di modalità di gioco multiplayer:
- Bedwars
- Skywars
- Murder Mystery
- Skyblock
- Arcade Games (Oltre 20)
- Duels
- TNT Games (3)
- Build Battle
- UHC